# Bellini (cocktail)
Pour les articles homonymes, voir Bellini.
Le Bellini, cocktail à base de prosecco ou de champagne et de purée de pêches blanches, est une boisson emblématique de Venise, où il a été inventé. Il fait partie des cocktails officiels de l'International Bartenders Association (Association internationale des barmen).

## Caractéristiques
- Type[pas clair] : Fancy Drink
- Catégorie[pas clair] : Long drink
- Volume : 15 cl
- Degré alcoolique : 9 %
- Goût : Doux
- Couleur : Pêche[Quoi ?]

## Histoire
Le Bellini a été créé au Harry's Bar de Venise, par Giuseppe Cipriani, le patron du bar, en 1948. Mélange de nectar de pêches blanches[Quoi ?] et de prosecco, le cocktail doit son nom au peintre vénitien Giovanni Bellini (et non pas au compositeur sicilien du XIXe siècle Vincenzo Bellini, comme on le croit parfois)[réf. nécessaire].